# St. John's Intermediate League
De St. John's Intermediate League (SJIM) is de overkoepelende naam van het voetbalcompetitiesysteem van de Canadese stad St. John's en omgeving. De SJIM wordt georganiseerd door de St. John's Soccer Club en bestaat uit zowel een mannen- als vrouwencompetitie, die beide opgedeeld zijn in een eerste en tweede niveau (Tier 1 en Tier 2). Alle vier deze reeksen bestaan uitsluitend uit amateurteams afkomstig uit de Metropoolregio St. John's.
De Tier 1 van de St. John's Intermediate League valt zowel bij de heren als dames te positioneren op het "tweede niveau" van het voetbal in de provincie Newfoundland en Labrador, ook al zijn de hoogste provinciale mannen- en vrouwencompetitie allebei gesloten competities.

## Ploegen

### Mannen
De Tier 1 bij de mannen bestaat anno 2024 uit zestien ploegen. Daarbij onder andere de U23-ploeg van St. John's SC en reservenelftallen van vier Challenge Cup-teams (namelijk van Feildians AA, CBS Strikers FC, Paradise SC en Mount Pearl SC). In totaal doen er drie teams onder de auspiciën van de Feildians Athletic Association mee aan de SJIM, want ook de FAA Banshees en FAA Molson FC komen in de reeks uit. Daarnaast komen er ook drie zogenaamde "immigrantenploegen" uit in de reeks, namelijk enerzijds Internationals en anderzijds de onder de vleugels van de Mount Pearl Soccer Association spelende teams 1949 FC en 1949 Cultures FC.
De zes overige ploegen in Tier 1 van de Intermediate League zijn de CBN Tropics, CT FC, Microage FC, de PCSP Spurrs, Rock Sports Academy FC en Shamrock City.

### Vrouwen
De Tier 1 bij de vrouwen bestaat anno 2024 uit zes ploegen. Twee ervan hebben een verleden in de Jubilee Trophy, namelijk CBS Strikers FC en Mount Pearl SC. Met Paradise First Choice doet er ook een elftal onder de auspiciën van de Paradise Soccer Club mee. De andere teams zijn Wolseley Canada, Royals en Banshees (Slayers).